# NGC 7788
NGC 7788 (другое обозначение — OCL 275) — рассеянное скопление в созвездии Кассиопея.
Этот объект входит в число перечисленных в оригинальной редакции «Нового общего каталога».